# Bricquebosq
Bricquebosq ist eine französische Gemeinde mit 638 Einwohnern (Stand 1. Januar 2022) im Département Manche in der Region Normandie. Sie gehört zum Arrondissement Cherbourg und zum Kanton Les Pieux. Die Bewohner nennen sich Bricquebosais.
Sie grenzt im Norden an Saint-Christophe-du-Foc, im Nordosten an Couville, im Osten an Breuville, im Südosten an Rauville-la-Bigot, im Südwesten an Grosville und im Westen an Sotteville.  

## Bevölkerungsentwicklung
| Jahr      | 1962 | 1968 | 1975 | 1982 | 1990 | 1999 | 2008 | 2018 |
| --------- | ---- | ---- | ---- | ---- | ---- | ---- | ---- | ---- |
| Einwohner | 380  | 389  | 366  | 386  | 414  | 447  | 488  | 594  |

## Sehenswürdigkeiten
- Kirche Saint-Michel
- La Grande Maison, Herrenhaus, Monument historique seit 1982

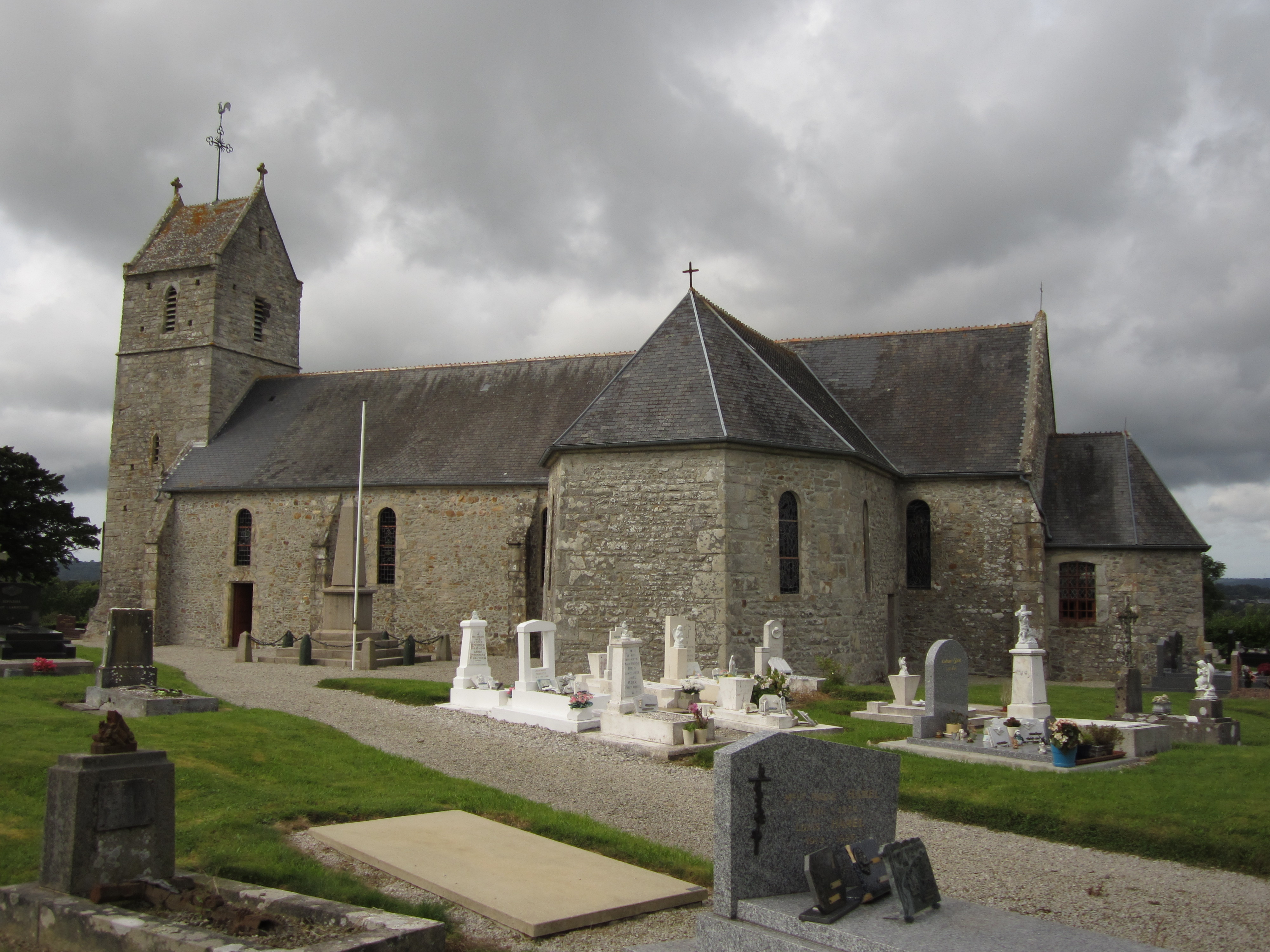
Kirche Saint-Michel
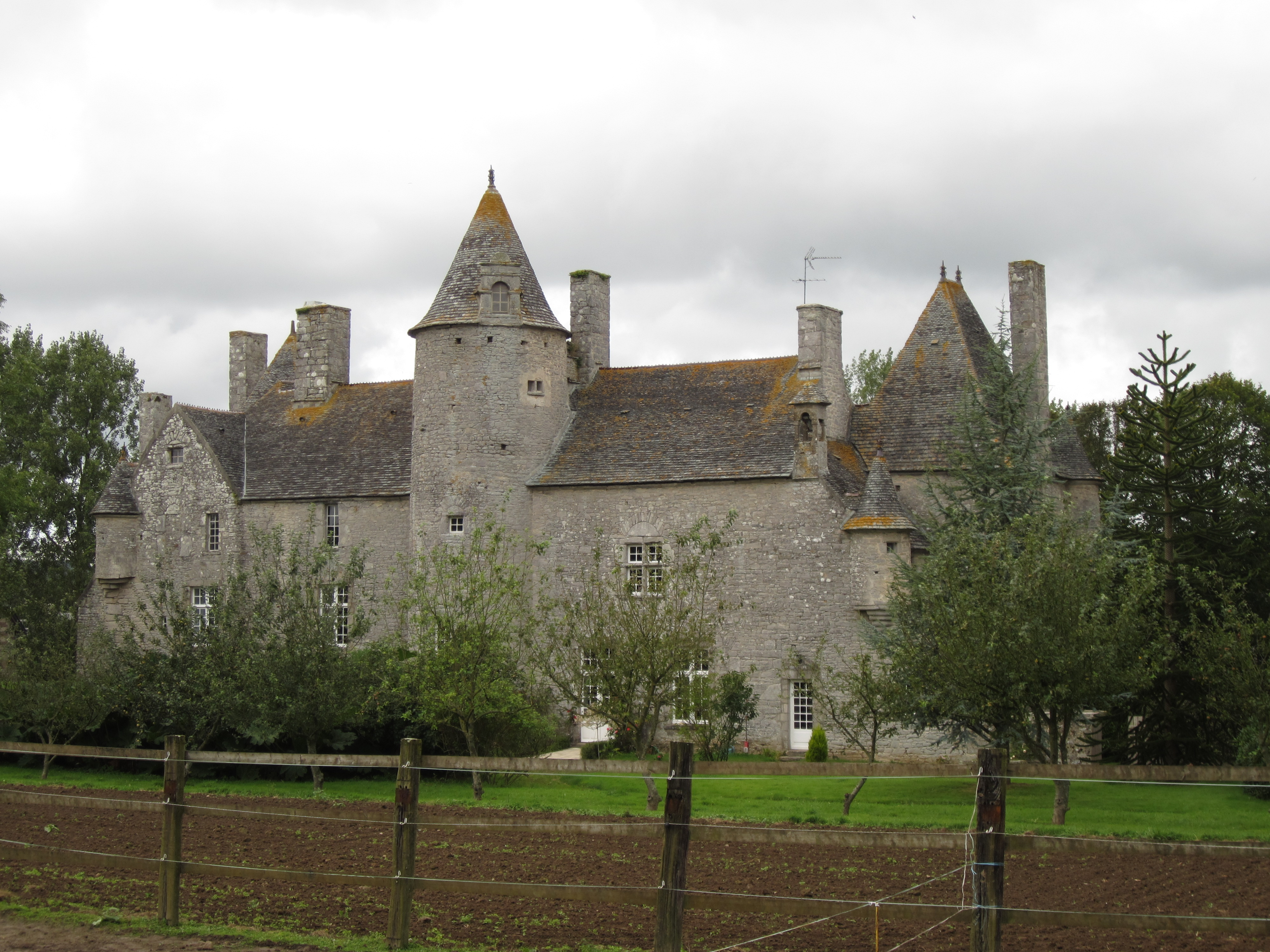
La Grande Maison
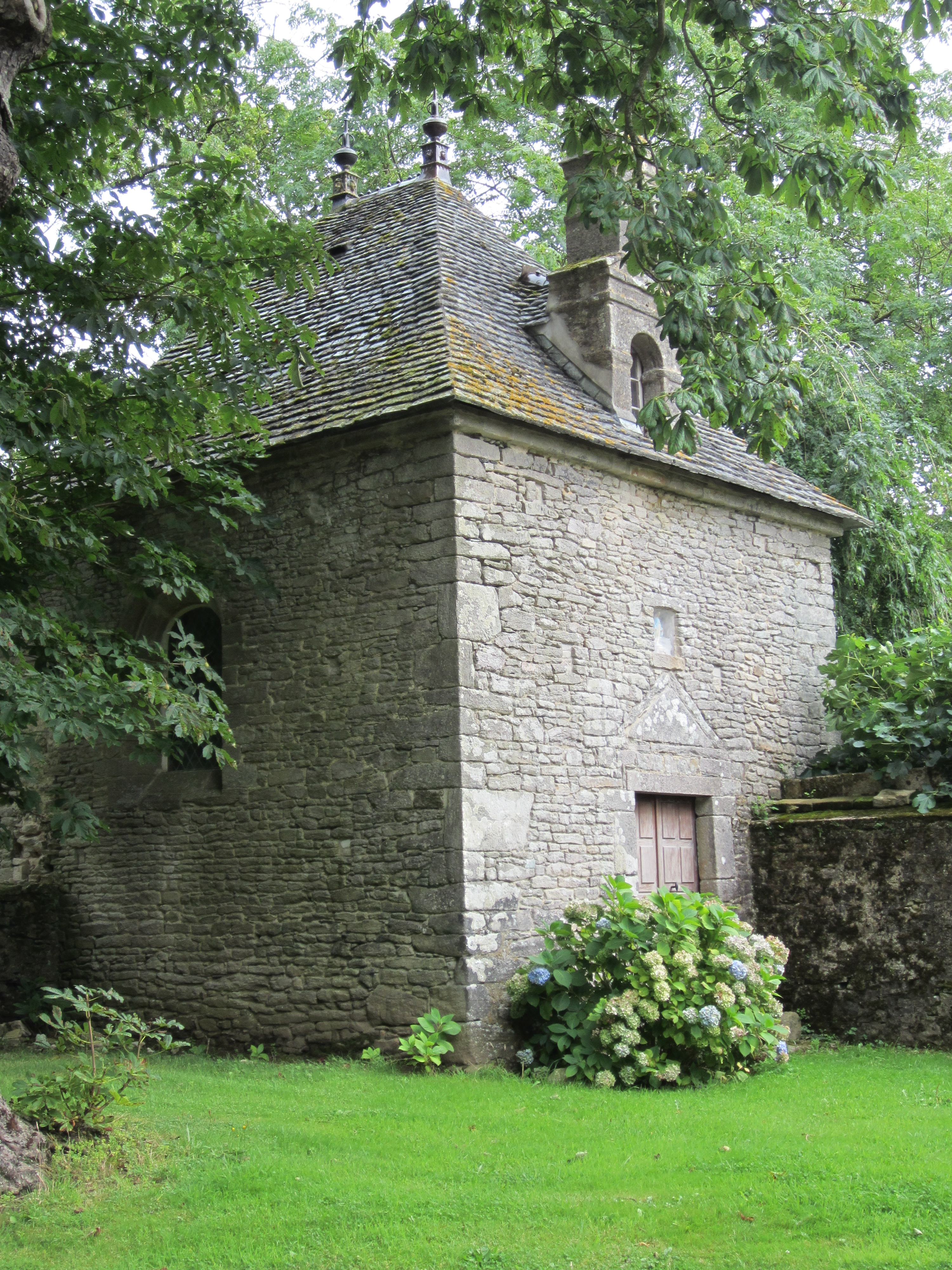
Kapelle des Herrenhauses Grande Maison
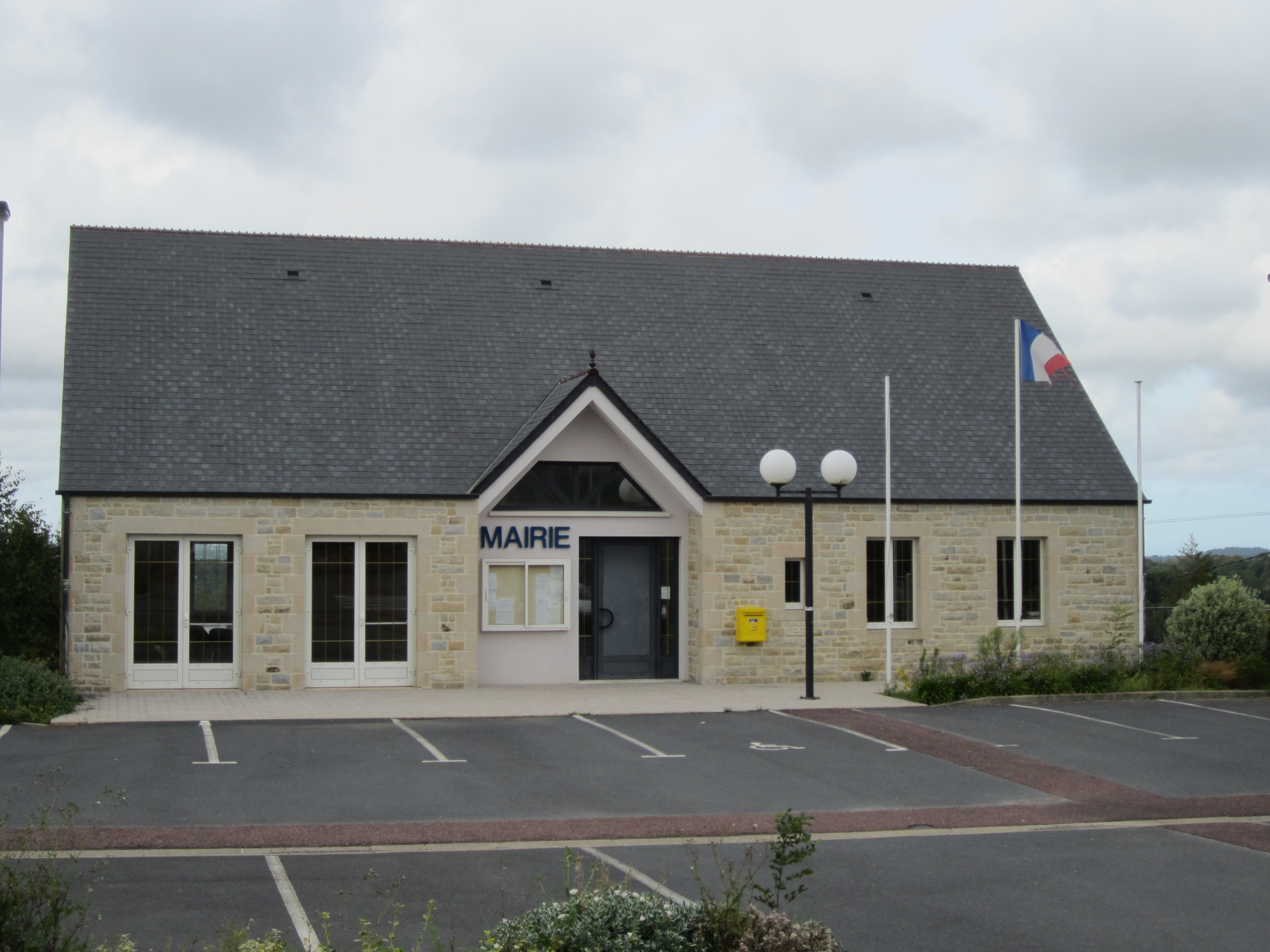
Mairie von Bricquebosq